# Oskar Bernadotte (ur. 2016)
Oskar Bernadotte (szw. Oscar Carl Olof; ur. 2 marca 2016 w Solnie) – książę Szwecji, książę Skanii. Jest młodszym dzieckiem i jedynym synem księżniczki koronnej (następczyni tronu) Szwecji, Wiktorii Bernadotte, oraz jej męża, Daniela Westlinga. Zajmuje trzecie miejsce w linii sukcesji do szwedzkiego tronu – po swojej starszej siostrze, a przed swoim wujem – Karolem Filipem.

## Biografia

### Narodziny i chrzest
Urodził się 2 marca 2016 roku o godz. 20.28 w Szpitalu Uniwersyteckim Karolinska w Solnie jako drugie dziecko Daniela Westlinga i jego żony, Wiktorii, księżniczki koronnej (następczyni tronu) Szwecji. W dniu narodzin mierzył 52 centymetrów i ważył 3.6 kilogramów. Jego ojciec był obecny przy porodzie, a następnie ok. godz. 22.30 wziął udział w konferencji prasowej, podczas której poinformował o narodzinach syna. Tego samego dnia w południe z okazji urodzin chłopca zostało odpalonych 21 salw armatnich na wyspie Skeppsholmen, obok Pałacu Królewskiego w Sztokholmie.
Dzień po narodzinach księcia odbyło się nabożeństwo (Te Deum) z okazji jego przyjścia na świat. Tego samego dnia, w czasie posiedzenia szwedzkiego rządu, jego dziadek, Karol XVI Gustaw, ogłosił, że chłopiec otrzymał imiona Oskar Karol Olaf (szw. Oscar Carl Olof) oraz tytuł księcia Skanii. Imię Oskar nosiło dwóch szwedzkich królów, Oskar I oraz Oskar II. Co ciekawe – tak samo nazywał się również Oskar Bernadotte, hrabia Wisborga, ojciec Folke Bernadotte, którego amerykańska żona, Estelle, jest imienniczką jego starszej siostry. Imię Karol jest natomiast tradycyjnym imieniem szwedzkiej rodziny królewskiej i nosi je dziadek chłopca, Karol XVI Gustaw, oraz wuj, Karol Filip Bernadotte. Ostatnie imię, Olaf, otrzymał po swoim ojcu, Danielu Westlingu, którego pierwsze imię to właśnie Olaf.

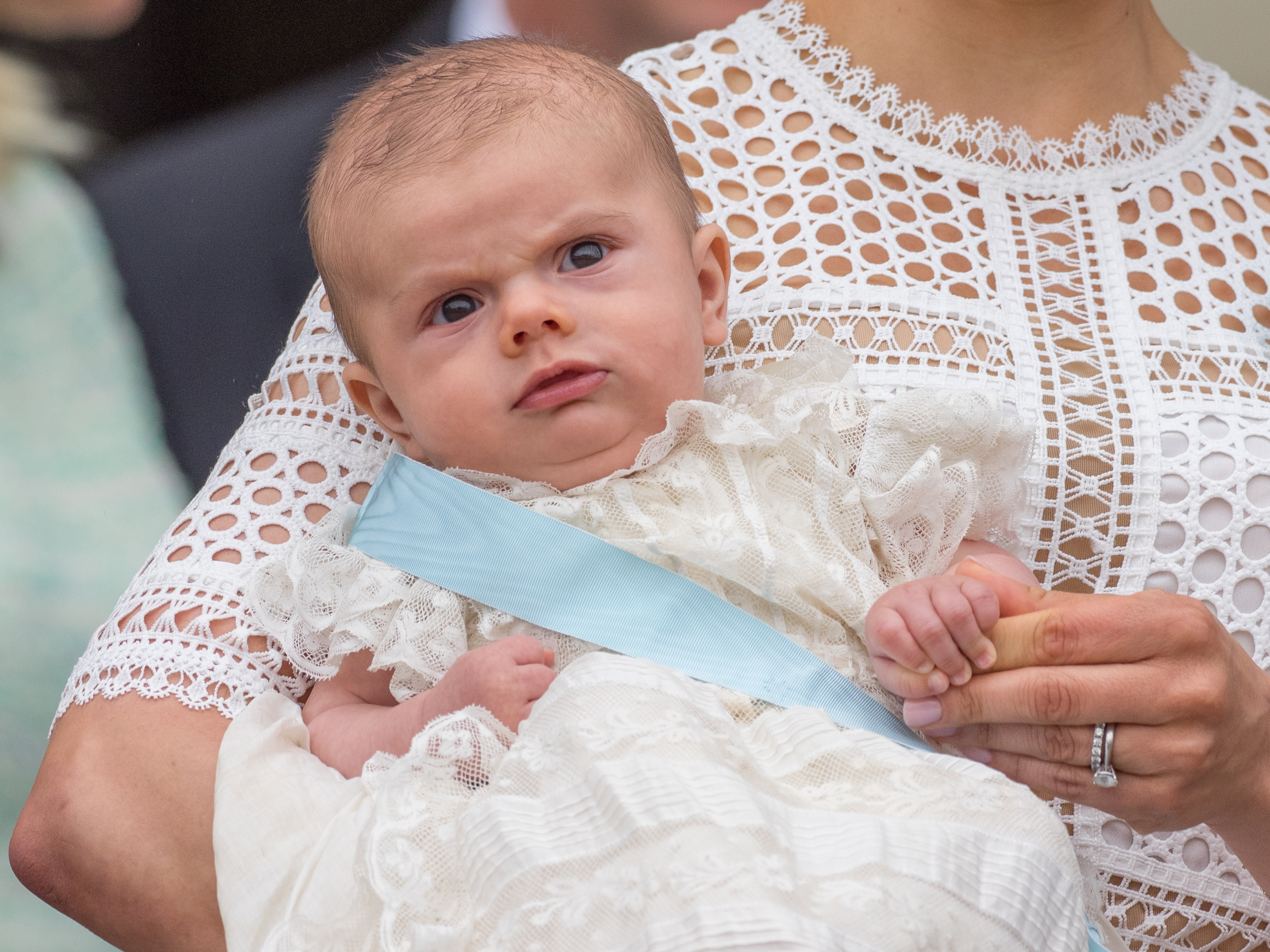
Oskar w dniu chrztu (2016)

Został ochrzczony w wierze luterańskiej 27 maja 2016 roku w kaplicy Pałacu Królewskiego w Sztokholmie. Wybór daty chrztu nie został wybrany przypadkowo – była to siódma rocznica udanego przeszczepu nerki jego ojca. Rodzicami chrzestnymi małego księcia zostali: jego ciotka, Magdalena Bernadotte (księżna Hälsinglandu i Gästriklandu), kuzyn jego matki, Oscar Magnuson (syn Krystyny Bernadotte), oraz kuzyn jego ojca, Hans Åström, a także Fryderyk Glücksburg (książę koronny Danii) oraz Mette-Marit Tjessem Høiby (żona księcia koronnego Norwegii). Uroczystości przewodniczyła pierwsza w historii kobieta-prymas Kościoła Szwecji, arcybiskup Uppsali, Antje Jackelén.
Został ochrzczony w szatce chrzcielnej, która była po raz pierwszy noszona przez jego pradziadka, Gustawa Adolfa Bernadotte, kiedy został ochrzczony w 1906 roku. Imię i datę chrztu dodano do sukni. Zgodnie z tradycją zapoczątkowaną na chrzcie jego matki został ochrzczony wodą pochodzącą z drugiej co do wielkości szwedzkiej wyspy – Olandii. W dniu chrztu został odznaczony Orderem Królewskim Serafinów.
Ma jedną starszą siostrę – Stellę (ur. 23 lutego 2012).

### Młodość
Swoje dzieciństwo spędza w oficjalnej rezydencji jego rodziców, pałacu Haga. Po raz pierwszy został zaprezentowany Szwedom niespełna dwa miesiące po narodzinach, w kwietniu 2016 roku, podczas obchodów urodzin jego dziadka, króla Szwecji, Karola XVI Gustawa.
Jesienią 2017 roku Oskar rozpoczął naukę w przedszkolu Montessori Lilla Kvikkjokk w Sztokholmie.

## Tytulatura
Od 2016: Jego Królewska Wysokość książę Oskar, książę Skanii

## Odznaczenia
- Order Królewski Serafinów – 2016[19]

## Genealogia
| Prapradziadkowie                    | Gustaw VI Adolf Bernadotte (1882–1973) ∞ 1905 Małgorzata Koburg (1882–1920) | Karol Edward Koburg (1884–1954) ∞ 1905 Wiktoria Adelajda Schleswig-Holstein (1885–1970) | Moritz Sommerlath (1860–1930) ∞ 1886 Erna Waldau (1864–1944)             | Arthur Floriano de Toledo (1873–1935) ∞ 1900 Elisa Novaes Soares (1881–1928) | Anders Andersson ∞ Brita Westling                                           | Anders Erik Borg ∞ Anna Båth                                                | Johan Gregorius Westring ∞ Anna Samuelsdotter                               | Johan Teodor Hugg ∞ Kristina Jonsdotter                                     |
| Pradziadkowie                       | Gustaw Adolf Bernadotte (1906–1947) ∞ 1932 Sybilla Koburg (1908–1972)       | Gustaw Adolf Bernadotte (1906–1947) ∞ 1932 Sybilla Koburg (1908–1972)                   | Walther Sommerlath (1901–1990) ∞ 1925 Alice Soares de Toledo (1906–1997) | Walther Sommerlath (1901–1990) ∞ 1925 Alice Soares de Toledo (1906–1997)     | Anders Westling (1900–1980) ∞ Frida Berta Borg (1913–1998)                  | Anders Westling (1900–1980) ∞ Frida Berta Borg (1913–1998)                  | John Einar Westring (1913–2000) ∞ Nanny Birgitta Hugg (1916–1993)           | John Einar Westring (1913–2000) ∞ Nanny Birgitta Hugg (1916–1993)           |
| Dziadkowie                          | Karol XVI Gustaw (ur. 1946) ∞1976 Sylwia Sommerlath (ur. 1943)              | Karol XVI Gustaw (ur. 1946) ∞1976 Sylwia Sommerlath (ur. 1943)                          | Karol XVI Gustaw (ur. 1946) ∞1976 Sylwia Sommerlath (ur. 1943)           | Karol XVI Gustaw (ur. 1946) ∞1976 Sylwia Sommerlath (ur. 1943)               | Olle Gunnar Westling (ur. 1945) ∞1967 Anna Kristina Ewa Westring (ur. 1944) | Olle Gunnar Westling (ur. 1945) ∞1967 Anna Kristina Ewa Westring (ur. 1944) | Olle Gunnar Westling (ur. 1945) ∞1967 Anna Kristina Ewa Westring (ur. 1944) | Olle Gunnar Westling (ur. 1945) ∞1967 Anna Kristina Ewa Westring (ur. 1944) |
| Rodzice                             | Wiktoria Bernadotte (ur. 1977) ∞2010 Daniel Westling (ur. 1973)             | Wiktoria Bernadotte (ur. 1977) ∞2010 Daniel Westling (ur. 1973)                         | Wiktoria Bernadotte (ur. 1977) ∞2010 Daniel Westling (ur. 1973)          | Wiktoria Bernadotte (ur. 1977) ∞2010 Daniel Westling (ur. 1973)              | Wiktoria Bernadotte (ur. 1977) ∞2010 Daniel Westling (ur. 1973)             | Wiktoria Bernadotte (ur. 1977) ∞2010 Daniel Westling (ur. 1973)             | Wiktoria Bernadotte (ur. 1977) ∞2010 Daniel Westling (ur. 1973)             | Wiktoria Bernadotte (ur. 1977) ∞2010 Daniel Westling (ur. 1973)             |
| Oskar Bernadotte (ur. 2 marca 2016) |                                                                             |                                                                                         |                                                                          |                                                                              |                                                                             |                                                                             |                                                                             |                                                                             |